# 紀行
紀行（きこう）は、旅行の行程をたどるように、体験した内容を記した文。紀行文、旅行記、道中記、トラベルライティングなどともいう。

## 歴史
『古事記』『日本書紀』に主人公が旅をしていくモチーフや、『万葉集』に地名と感情を読み込んだ歌群がある他、平安初期の旅行記として円仁『入唐求法巡礼行記』や円珍『行歴抄』、成尋『参天台五台山記』がある。これらは紀行の前身と位置づけられる。
一般的に、日本の紀行は平安時代の紀貫之『土佐日記』に始まる。同時代の紀行的な内容を含む作品として、熊野参詣を含む増基『いほぬし』のほか、『蜻蛉日記』『更級日記』にも紀行的な内容が含まれている。
鎌倉時代に入ると、社寺参詣の流行を背景にして、源通親『高倉院厳島御幸記』、藤原定家『後鳥羽院熊野御幸記』、鴨長明作と思われる『伊勢記』などの漢文体紀行が出現する。また、京都と鎌倉を往復する文化人が増えたことで、『海道記』『東関紀行』といった和漢混淆体の紀行が出現する。その後、南北朝時代・室町時代に入ると、社寺参詣や歌枕を訪ねる風流漂泊の旅のほか、戦乱や地方大名の勃興による文化人の移動が盛んになり、50編近くの紀行が誕生する。
江戸時代に入ると、旅行が比較的容易になった影響で旅行者が増大し、おびただしい数の紀行が生まれた。江戸時代の紀行を専門とする板坂耀子によれば、江戸時代の紀行は2500点以上の作品が存在するが、そのほとんどがくずし字から活字になっていないとされる。また板坂は、江戸時代の紀行文の特徴として、「旅行先の土地や旅の実態、見聞した事物とそれに関する知識、また旅によって変化する自己の内面を、できるだけ多く読者に伝えようとする姿勢」「感傷的にならず積極的に旅の困難に対処し、時には笑い飛ばす主人公の造形」「自己の内面も外部の風景も、常套句や共通の常識、既成の様式によりかからず、具体的で的確な語句を用いて確実に伝えようとする工夫」の3点を特徴として挙げている。あわせて、江戸時代の紀行の代表作は、松尾芭蕉『おくのほそ道』ではなく、貝原益軒『木曽路記』と橘南𧮾『東西遊記』と小津久足『陸奥日記』と述べている。
江戸時代以降、交通網の発達や中産階級の増大に伴い、膨大な数の紀行が生まれた。紀行の舞台となる場所も、日本だけでなく、世界各地に及んでいる。

## 日本の紀行文

### 古代
- 『土佐日記』（紀貫之）
- 『入唐求法巡礼行記』（円仁）
- 『更級日記』（菅原孝標女）

### 中世
- 『海道記』
- 『東関紀行』
- 『十六夜日記』（阿仏尼）
- 『とはずがたり』（後深草院二条）
- 『廻國雑記』（道興准后）

### 近世
- 『東国紀行』（谷宗牧）
- 『善光寺紀行』（尭恵）
- 『北国紀行』（尭恵）
- 『 理慶尼の記』（理慶尼）
- 『丙辰紀行』（林羅山）
- 『更科紀行』（松尾芭蕉）
- 『野ざらし紀行』（松尾芭蕉）
- 『奥の細道』（松尾芭蕉）
- 『秋山紀行』（鈴木牧之）

### 近代
- 『はて知らずの記』（正岡子規）
- 『みちの記』（森鷗外）
- 『五足の靴』（与謝野鉄幹、北原白秋、木下杢太郎、吉井勇、平野万里）
- 『海南小記』（柳田國男）
- 『みなかみ紀行』（若山牧水）
- 『阿房列車』シリーズ（内田百閒）
- 『欧米の旅』（野上弥生子）
- 『日本脱出記』（大杉栄）

### 現代
- 『どくろ杯』『マレー蘭印紀行』ほか（金子光晴）
- 『なんでもみてやろう』（小田実）
- 『どくとるマンボウ航海記』（北杜夫）
- 『時刻表2万キロ』『最長片道切符の旅』ほか（宮脇俊三）
- 『南蛮阿房列車』（阿川弘之）
- 『街道をゆく』（司馬遼太郎）
- 『印度放浪』『全東洋街道』ほか（藤原新也）
- 『深夜特急』（沢木耕太郎）
- 『遠い太鼓』（村上春樹）
- 『にっぽん蔵々紀行』（勝谷誠彦）

## 海外の紀行文の例
- 『エリュトゥラー海案内記』‐ 1世紀半ばごろに書かれたとされ、初期の紀行文とされる。著者は不明であるが地中海・紅海・インド洋周辺の土地勘と航海知識を持ち、ラテン語とギリシャ語の混用や乱文が見られることから専門的な文章教育を受けていない無名の商人と推定されている[4]。
- 『仏国記』（法顕）
- 『大唐西域記』（玄奘）
- 『南海寄帰内法伝』（義浄）
- 『旅行記（リフラ）』（イブン・ジュバイル）
- 『旅行記（リフラ）』（イブン・バットゥータ） ‐ 14世紀のアフリカから中国までの長期間の旅行を綴った。
- 『世界の記述（東方見聞録）』（マルコ・ポーロ）
- 『参天台五台山記』（成尋）
- 『入蜀記』（陸游）
- 『長春真人西遊記』（丘長春）
- 『さまよえる湖』ほか（スウェン・ヘディン）
- 『中央アジア踏査記』（オーレル・スタイン）
- 『日本奥地紀行』（イザベラ・バード）
- 『イタリア紀行』（ゲーテ）
- 『悲しき熱帯』（クロード・レヴィ＝ストロース）
- 『モーターサイクル南米旅行日記』（チェ・ゲバラ）
- 『パタゴニア』（ブルース・チャトウィン）
- 『鉄道大バザール』（ポール・セロー）

## 紀行の種類
紀行は内容により、緩やかではあるが、以下のように類型化ができる（紀行と旅行記は同義とされているが、ここでは区別。後述の「補足」も参照のこと）
旅行記型
紀行の本流と言えるタイプ。主に著者自身の旅程中の出来事、現地の人々との交流といった「体験」を「時系列」に記述したもの。沢木耕太郎氏の「深夜特急」、森村桂氏の「天国にいちばん近い島」などが典型例。
テーマ型
旅行記型の一種。旅行記的要素に加え、ある特定の「テーマ」を切り口に訪れた国を概観する手法をとる紀行。歴史（司馬遼太郎「街道をゆく」）、食文化（辺見庸「もの食う人びと」、渡辺満里奈「満里奈の旅ぶくれ -たわわ台湾-」）、芸術（和辻哲郎「イタリア古寺巡礼」）、建築（陣内秀信「南イタリアへ!―地中海都市と文化の旅」）、宿（池波正太郎「良い匂いのする一夜」、稲葉なおと「まだ見ぬホテルへ」）をテーマにする作品が多い。古くは内田百閒をはじめ、宮脇俊三などの鉄道系紀行も多く存在するが、鉄道を交通手段の一つとしているものは旅行記型、鉄道に関する造詣の深い記述が多いものはテーマ型に含めても良い。
ガイド型
いわゆる、実用的なガイドブックとは異なり、その国、都市に対し深い造詣を持つ著者が特定の都市、街を紹介するタイプ。その都市、国と強く関わりを持つか、或いはその都市に在住経験のある著者によるものが多い。旅程の記述が主目的では無いものの、著者自ら観察し、体験したことを記述されることが多く、旅行記型の範疇とすることもできる。書店では「ガイドブック」のコーナーに配置されることが多い。
文学型
紀行自体、文学の一つのカテゴリとして位置づけられるが、本来的にはノンフィクションの領域である。しかし紀行の中にも文学的要素が強い書籍もある。このような紀行を「紀行文学」と表現する出版社もある。事実を表現する、その表現手法が文学的色彩が濃いという点に特徴がある。最も線引きが難しいタイプであるが、エリアス・カネッティの「マラケシュの声 - あの旅のあとの断想」などが典型例。
学術型
テーマ型の一種ではあるが、「観光的」要素が無いことでテーマ型と区別できる。主に「フィールドワーク」という学術的な「実地調査、研究」をテーマとしている。フィールドワークは様々な学問領域でとられるが、文化人類学、民俗学、言語学等をテーマとするものが多い。『悲しき熱帯』（クロード・レヴィ＝ストロース）などが典型。

### 補足
いずれの紀行も特定の型におさめることは困難である。沢木耕太郎氏の「深夜特急」もエリアス・カネッティの「マラケシュの声 - あの旅のあとの断想」を意識をしたという発言もある（「coyote No.8／特集『深夜特急』ノート沢木耕太郎 旅がはじまる時」にて記載）。また紀行の多くは、上記の型を複合している。旅行記型+テーマ型、テーマ型+ガイド型というパターンが比較的多い。